# Vražda v obchodním centru na Smíchově
K vraždě v obchodním centru na Smíchově v Praze došlo dne 21. července 2016 
krátce po 14. hodině. Psychiatricky léčená žena si v obchodě Tesco obstarala nůž a vyhlédla náhodnou oběť, kterou po krátké šarvátce ubodala.

## Průběh útoku
Žena, která byla několik hodin před incidentem propuštěna z psychiatrické nemocnice v Bohnicích, si v obchodě Tesco v pražském obchodním centru Nový Smíchov obstarala nůž. Na Smíchov přitom pachatelka podle obžaloby už odjela se záměrem zabít, aby na sebe upoutala pozornost lékařů a získala další pobyt v léčebně. Po obstarání nože šla podle regálů a prvního člověka, kterého potkala, napadla. Po krátké šarvátce 54letou ženu na místě usmrtila dvěma bodnými ranami. Přivolaní záchranáři přijeli do 4 minut po nahlášení, ale nedokázali ženě pomoci ani po náležité péči a resuscitaci. Pachatelka po útoku nůž odhodila na zem a počkala na příjezd policie. Případ posléze převzali policisté z oddělení vražd. Vyšetřovatelé kvůli ohledání místa činu uzavřeli část obchodu s domácími potřebami v prvním patře, kde k vraždě došlo.

## Pachatelka
Duševně nemocná třiatřicetiletá pachatelka Michelle Sudků, bývalá zdravotní sestra a později sanitářka, byla po několikáté léčena v psychiatrické nemocnici, z níž byla naposledy propuštěna ráno v den činu, podle ředitele ve stabilizovaném stavu, s nastaveným užíváním léků a při „plném vnímání reálného světa“. Žena měla podle informací serveru iDNES.cz v nemocnici konflikty s ostatními pacienty. V psychiatrické nemocnici přitom byla už po několikáté, naposledy na začátku července kvůli napadení ženy v kavárně, které se obešlo bez zranění.
Podle psychiatrů je, ačkoliv trpí vážnou poruchou, za svůj čin odpovědná. Znalci uvedli, že obviněná trpí útočným a nekrofilním sadismem a ten doprovázel oba útoky – jak vraždu, tak předešlý útok v kavárně. Ovládací a rozpoznávací schopnosti ženy ale porucha během útoků nenarušila. Její agresivitu mohlo v minulosti zvýšit podávání hormonů, které užívala kvůli započaté změně pohlaví na mužské, kterou nedokončila.

## Předzvěst vraždy a pochybení při prevenci
Dva týdny před vraždou došlo k prvnímu vážnému incidentu pachatelky. 5. července si vyhlédla jí dosud neznámou oběť v kavárně Dobrá trafika na pražském Újezdě, asi 25letou ženu. Pronásledovala ji na záchod a potom, co oběť opustila kabinku, k ní zezadu v chodbičce u umyvadla přistoupila a začala ji škrtit svým svlečeným tričkem. Motivací byla podle pozdějších soudních znaleckých posudků představa sexu s mrtvým ženským tělem.
Pomoc si oběť přivolala křikem. Policii přivolali svědci události. Ta vyslýchala třičtvrtě hodiny oběť ve vinotéce kavárny a potom pachatelku zčásti před dalšími přítomnými. Útočnice policistům řekla, že lituje, že se jí nepodařilo oběť usmrtit. Ostatní přítomné policisté nevyslechli a ani nic nesepisovali. Incident policisté nevyhodnotili jako závažný trestný čin a nechali převézt útočnici na psychiatrii, kterou ale neupozornili na násilné okolnosti, které byly důvodem jejího převozu.
Postup nemocnice prověřily orgány v trestném řízení a ministerský tříčlenný tým složený z náměstka ministra zdravotnictví Petra Landy, ředitelky odboru zdravotních služeb Martiny Novotné a ředitele Národního ústavu duševního zdraví Cyrila Höschla. Komise shledala, že ze strany personálu nemocnice nedošlo k žádnému pochybení, k porušení zákona, vnitřních předpisů nemocnice ani doporučených postupů České psychiatrické společnosti. Chybu komise našla v komunikaci mezi policií, záchranáři a lékaři psychiatrické nemocnice. Těm nebyly sděleny při přebírání pacientky některé zásadní okolnosti případu v kavárně, přestože se o ně zajímali.
Postup policistů prověřila kontrola z ředitelství pražské policie. Ta konstatovala, že policisté pochybili tím, že situaci v kavárně špatně vyhodnotili, což zapříčinilo další sled předávání zkreslených a neobjektivních informací. Případ v srpnu převzala Generální inspekce bezpečnostních sborů, která znovu prověřila všechny okolnosti případu. Shledala, že „v úmyslu způsobit jinému škodu nebo jinou závažnou újmu anebo opatřit sobě nebo jinému neoprávněný prospěch“ nesplnili svou povinnost a „neučinili všechna potřebná šetření a opatření k odhalení skutečností nasvědčujících tomu, že byl spáchán trestný čin směřující ke zjištění jeho pachatele v souvislosti s pokusem zvlášť závažného zločinu vraždy.“ V říjnu pak obvinila dva policisty ze zneužití pravomoci; policistům hrozil zákaz činnosti nebo jeden až pět let vězení. Vyšetřováni byli na svobodě. Soud překlasifikoval čin ze zneužití pravomoci na maření úkolu úřední osoby z nedbalosti a v srpnu 2018 padl rozsudek potvrzující jejich vinu a oba policisté dostali osmiměsíční podmínky.

## Obvinění
Útočnice byla po činu zadržena a obviněna z vraždy, za níž hrozí 10 až 18 let odnětí svobody, pokud nebude souzena podle přísnějších paragrafů, například pokud by jí byl prokázán rozmysl. V minulosti ale případy, kde vraždil psychiatrický pacient, většinou končily zastavením stíhání a posláním obviněných k soudnímu léčení v detenčních zařízeních.
Kvůli obavě, že žena během soudního procesu uprchne nebo bude opakovat trestnou činnost, navrhla státní zástupkyně vzetí do vazby, což soud akceptoval. Dne 21. prosince 2016 státní zástupci ženu obžalovali z vraždy a pokusu o vraždu, který se odehrál předtím v kavárně na Újezdě; za tyto činy jí hrozí kvůli opakování skutku až doživotí.
Dne 12. ledna 2017 ženě pražský městský soud prodloužil vazbu, protože by se mohla obžalovaná skrývat nebo by mohla pokračovat v trestné činnosti. Znalci uvedli, že případný pobyt na svobodě by byl extrémně nebezpečný. Termín hlavního líčení určil soud na začátek března.

## Debata o dostatečnosti péče a bezpečnosti okolí
Případ vyvolal ve společnosti debatu o bezpečnosti pacientů a dostatečnosti péče o ně. V minulosti už k podobným incidentům došlo, například Barbora Orlová zavraždila studenta ve škole ve Žďáru nad Sázavou, duševně nemocný muž zavraždil knihovnici na Plzeňsku a muž se schizofrenií zabil muže na zlínském sídlišti. Vznikl tak tlak na změnu situace. Podle odborníků žije v České republice asi 800 těžkých psychotiků představujících trvalé riziko pro své okolí.
Podle psychiatra Jiřího Pokory existuje vždy riziko, že dojde u léčených pacientů k agresivnímu chování. Lze usilovat o snížení takového rizika, ale nelze mu stoprocentně zabránit. Podle kritiků mají lékaři příliš málo času k rozpoznání jejich stavu. Podle zástupců institucí, které se zabývají pomocí těmto pacientům, je částečně na vině i neucelený systém péče. Potřebných služeb, které by mohly pomoci lépe začlenit tyto pacienty, je nedostatek. Podle bývalého ministra zdravotnictví, psychiatra Ivana Davida, je velkým problémem rozpad ambulantní péče o duševně nemocné. Léčba je prý nedůsledná a nemocní jsou mimo kontrolu. Jako problematické se mu jeví zrušení povinnosti psychiatra postarat se o nemocné ve své spádové oblasti. Případný vznik registru těchto pacientů je zase problematický pro lidskoprávní organizace.

## Reformy a opatření
V plánu jsou změny v péči, které budou reagovat na viditelné problémy s psychiatrickými pacienty a s jejich léčbou. Vláda počátkem července 2016 schválila novelu zákona o specifických zdravotních službách, která má zlepšit dohled nad pacienty. Podle ní budou zdravotní zařízení hlásit problémy s docházkou na léčení a kontroly. Ministerstvo zdravotnictví také připravuje reformu psychiatrické péče, plánuje posílení kapacit ambulantní péče a týmy, které budou jezdit za pacienty, nebo rozšíření komunitních služeb pro pacienty léčené v domácím prostředí. Vzniknout by měla také centra duševního zdraví, které budou mezistupněm mezi ambulantní péčí a hospitalizací.
Výstupem ministerské komise vyšetřující případ bylo doporučení, na základě kterého zřídí ministerstvo zdravotnictví a vnitra speciální pracovní týmy, které vypracují přesnější pravidla komunikace policie a lékařů o psychiatrických pacientech. Policisté, kteří přicházejí do styku s duševně nemocnými lidmi, budou proškolováni.

## Odraz v kultuře
V roce 2023 se Michelle Sudků objevila v prvním díle dokumentární kriminální minisérii Bez lítosti, která nabízí pohled na kriminální případy, které otřásly Českou republikou. 